# パニック!
「パニック!」は、Still Small Voiceの1作目のシングル。1996年6月1日にソニーレコードから発売された。

## 概要
- テレビアニメ『こどものおもちゃ』のエンディングテーマを収録している。
- 本作が、Still Small Voiceのデビューシングルである。

## 収録曲
全作詞・作曲：吉田将樹、増岡めぐみ / 作曲：今井健又
1. パニック!
編曲：今井健又
テレビアニメ『こどものおもちゃ』エンディングテーマ
2. パニック!（94675ミックス）
編曲：今井健又
3. パニック!（K.C-ダンス・ミックス）
編曲：今井健又、川久保裕生
4. パニック!（オリジナル・カラオケ）